# Moersbach
Der Moersbach, am Oberlauf Moerskanal genannt, ist ein kleines Fließgewässer im Kreis Wesel in Nordrhein-Westfalen. Der Bach liegt am linken Niederrhein und beginnt in Krefeld-Traar. Er durchfließt das Stadtgebiet von Moers von Süd nach Nord und mündet bei Rheinberg im Ortsteil Ossenberg in den Rhein. Im Verlauf seiner fast 30 km Länge hat der Moersbach Zulauf von vielen kleinen Entwässerungsbächen, überwiegend mit „X-Gräben“ bezeichnet und ist der Vorfluter für ein etwa 160 km² großes Landschaftsgebiet.

## Namen
In alten Dokumenten waren verschiedene Bezeichnungen für den Moersbach gebräuchlich. 1668 wurde der Moersbach in einem Protokoll zu einer Grenzbesichtigung bei „Stromeurs Kendel“ oder auch für den Bereich nördlich ab Strommoers „die Vloet“ genannt. In Urkunden von Ende des 18. Jahrhunderts wurde der Bach mit „Meurse“ bezeichnet, letztere allerdings mit dem Hinweis, dass umgangssprachlich Kendel üblich sei. Ab Mitte des 19. Jahrhunderts wurde amtlich bereits die heute übliche Bezeichnung „Moersbach“ verwendet.

## Bachverlauf und Zuflüsse
Nachfolgend werden nur die größeren und wichtigeren Zuflüsse angeführt, die ihrerseits mit weiteren „Gräben“ verbunden sind. Der Bach beginnt in Traar und dem Zufluss des dortigen Buschgrabens. Am Oberlauf münden linksseitig der Ophülsgraben und der Neukirchner Flutgraben. Am Mittellauf folgen die Zuflüsse Hülsdonker Flutgraben, linksseitig und rechtsseitig der Aubruchskanal. Letzterer entwässert die Gebiete um den Mühlenwinkel und von Rumeln-Kaldenhausen. Im Bereich der Altstadt von Moers durchfließt der Moersbach noch vorhandene alte Festungsgewässer, Stadtgraben genannt, und danach als weiterer Zufluss folgt rechtsseitig der Graben der Utforter Tiefgebiete. Am Unterlauf liegen die linksseitigen Zuflüsse Anrathskanal und Fossa Eugeniana.

## Geschichte

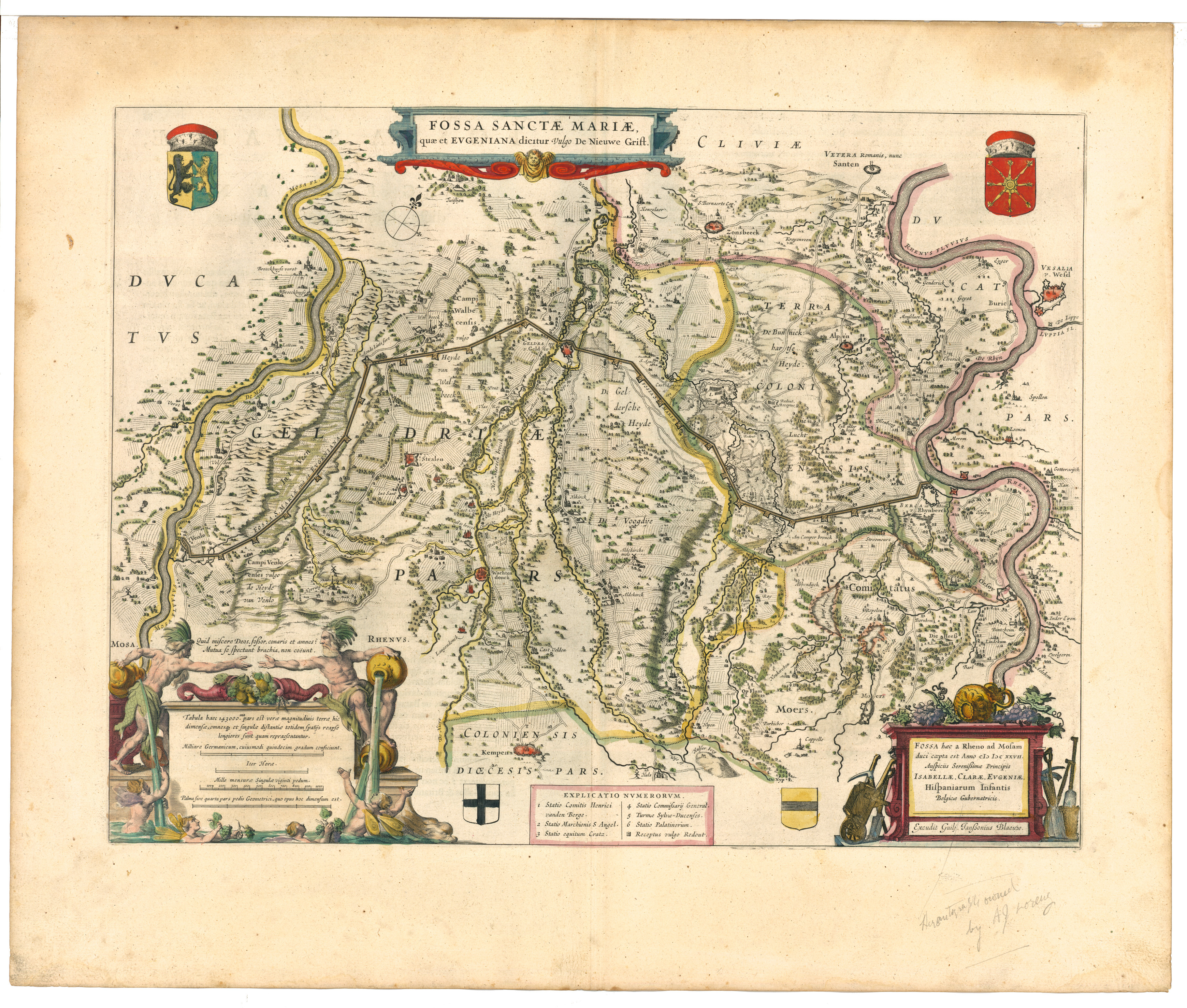
Karte von 1645

Der Moersbach führte im Mittelalter bis zu den ersten Jahrhunderten der Neuzeit mehr Wasser als aktuell und war entsprechend deutlich breiter. Der Bachbereich im Gebiet von Strommoers wurde in alten Schriften auch als „Stromeuser Meer“ bezeichnet. Ein weiterer Hinweis darauf ist ein „Stadtraths-Protokoll“ der Gemeinde Rheinberg von 1646. Hierin wurde der Kommandeur von „Tourreinischen und Weymarischen Truppen“ ersucht, die zerstörte Brücke über den Bach bei Strommoers zu reparieren. Weiterhin war das zu dieser Zeit mit Kendel bezeichnete Gewässer fischreich. Die Bürgerschaft von Rheinberg beanspruchte damals von Alters her das Recht, bis nach „Stromeurs“ (Strommoers) hin zu fischen. 1683 gab es hinsichtlich dieses Anspruches ein richterliches Urteil, in dem einigen Bürgern das Fischen untersagt wurde.
Einen Eindruck über den historischen Verlauf und der Ausbildung des Bachverlaufes mit dem damals sowohl noch seenartig vergrößerten Repelner wie auch Strommoerser Meer zeigt eine Blaeukarte von 1645 mit der Fossa Eugenia. Erkennbar ist in dieser Zeichnung auch das Fehlen des später angelegten zusätzlichen Durchbruchs für den Moersbach östlich von Repelen. Nur die auch jetzt noch vorhandene und zuerst ab Repelen nach Osten verlaufende Bachschleife ist eingezeichnet.

## Hydrogeologie

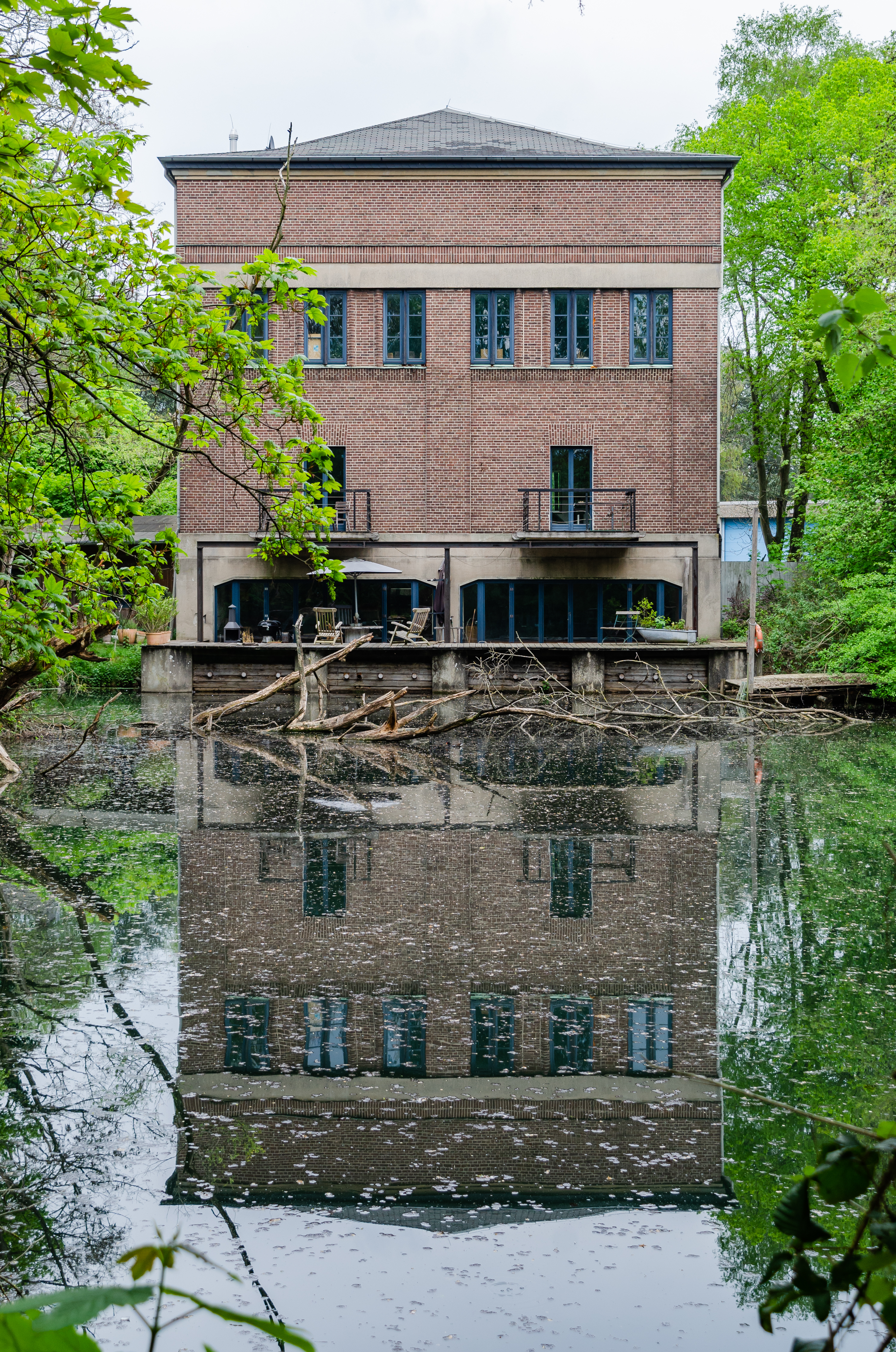
Ehemaliges Pumpwerk in Rheinkamp-Mitte (Meerfeld) am „Repelener Meer“

Das vom Moersbach durchflossene Gebiet gehört zum Bereich des Niederrheins, der seit Millionen von Jahren vom Rhein und Eis in der Eiszeit geformt wurde. Der Rhein hatte mäanderförmig häufig bis in die Neuzeit seinen Verlauf geändert und Reste von Altrheinarmen sind an vielen Stellen des Gebietes sichtbar. Typisch und Folge der mäanderförmig geformten ehemaligen Rheinarme sind der kreisförmige Verlauf des Moersbachs und vieler seiner Zuflüsse über die Entwässerungsgräben. Ein Teil der Gräben führt nur zu Zeiten mit viel Niederschlag Wasser. Seit der Besiedlung des Gebietes mit Menschen hat dieser häufig den Verlauf der Fließgewässer durch Wasserbaumaßnahmen verändert und damit auch in den Verlauf des Moersbachs eingegriffen.
Erhebliche Veränderungen für die Entwässerung der Gebiete im Großraum Moers mit Kamp-Lintfort und Rheinberg wurden seit Beginn des 20. Jahrhunderts durch den Kohlebergbau und die dadurch erfolgten Bodensenkungen verursacht. Ein Anstieg des Grundwassers in nun tiefer liegende Bereiche musste verhindert werden, da ansonsten diese Gebiete versumpfen oder sich auf dem Land Seen aus Grundwasser bilden würden. Durch Abpumpen wird der Grundwasserspiegel auf Dauer abgesenkt und das dabei anfallende Wasser fließt in die Gräben und in den Moersbach. Weiterhin ist ein natürlicher Ablauf der Oberflächenwässer an vielen örtlichen Bereichen durch diese Absenkung des Bodens nicht mehr möglich und der weitere Abfluss kann nur durch zusätzliches Abpumpen gesichert sein.
Die hierfür erforderlichen Pumpstationen sind üblicherweise an den tiefsten Geländestellen angeordnet. Um ein Trockenfallen der Bachbetten rückläufig von den Abpumpstellen zu verhindern, wird ein Teil des geförderten Wassers in einen oberen Bereich des Bachbettes zurück gefördert. Für den Abfluss der Oberflächenwässer aus dem Entwässerungsgebiet sind aktuell 19 Pumpstationen, amtlich Vorflutpumpanlagen oder kurz „PAV“ genannt, über das gesamte Gebiet errichtet worden. Bis auf zwei Stationen, die über etwas längere Pumpendruckleitungen in den Moersbach fördern, liegen diese Stationen unmittelbar im Bereich der Zuflussgräben und des Moersbaches.
Die Leistungen der Pumpstationen sind dem Wasseranfall an den jeweiligen Aufstellorten angepasst und müssen sowohl den durchschnittlichen Wasseranfall als auch die deutlich höheren Mengen bei Hochwasser fördern können. Nachfolgend werden als Beispiele die Daten für drei dieser Stationen angeführt. Eine kleinere Pumpstation ist die für den Obhülsgraben mit einer Leistung von MQ = 0,072 m³/s und HQ100 = 0,62 m³/s. Eine Pumpstation für den Moersbach am Mittellauf ist die nördlich vom „Repelner Meer“ gelegene (An der Schneckull). Die Daten für diese Station sind MQ = 0,251 m³/s und HQ100 = 7,0 m³/s. Die Hochwasserpumpstation am Altrhein in Ossenberg hat die größte Leistung, da sie den Abfluss des gesamten Wassers aus dem Entwässerungsgebiet über den Moersbach bei Rheinhochwasser sicherstellen muss. Die Daten dieser Station an der Einmündungsstelle lauten MQ = 1,929 m³/s und HQ100 = 9,9 m³/s. Entsprechend beträgt die installierte Pumpleistung 10,0 m³/s.

## LINEG
Für die Stabilisierung des Grundwasserspiegels trotz Bodensenkungen durch den Kohleabbau auf seinem ursprünglich natürlichen Niveau und die sichere Ableitung der Oberflächenwässer wurde Anfang des 20. Jahrhunderts die Gründung einer Genossenschaft vom Oberpräsidenten der Rheinprovinz und des königlichen Oberbergamtes in Bonn veranlasst. Am 29. April 1913 wurde diese als Linksniederrheinische Entwässerungs-Genossenschaft, kurz LINEG genannt, gegründet. Durch diese Genossenschaft wurden und werden seitdem die diversen Pumpstationen (PAV) für das Abpumpen von Grundwasser und den Abfluss der Oberflächenwässer über den Moersbach errichtet, betrieben und unterhalten. Neben den Vorflutpumpanlagen sind zwei Zuflusspumpwerke am Unterlauf des Moersbachs vorhanden. Diese fördern das Wasser vom Anrathskanal und der Fossa Eugeniana in den Moersbach. Die beiden Zuflüsse entwässern die Gebiete dieser beiden Bäche und gehören nicht zum Kern des Entwässerungsbereichs vom Moersbach. Einen Eindruck vom Umfang der abgepumpten Wassermengen der Pumpstationen der LINEG ermöglicht die Gesamtmenge für das Jahr 2010, die insgesamt 49,8 Mio. m³ betrug. Diese Jahresmengen werden durch die Schwankungen der Niederschlagsmengen in den einzelnen Jahren stärker beeinflusst. Im Jahr 2010 war beispielsweise die Gesamtmenge um 6,8 Mio. m³ höher als im Jahr 2009, das insgesamt weniger Niederschläge hatte und damit „trockener“ war.
Entsprechend der ab 2000 geltenden Richtlinie der Europäischen Union EU-WRRL, die Vorgaben für den Schutz aller Oberflächengewässer und Grundwässer unter Berücksichtigung der Bedingungen für Flora und Fauna enthält, müssen diese möglichst ab 2015 aber spätestens bis 2027 durchgeführt und eingehalten werden. Die LINEG ist für die Durchführung dieser Richtlinie in ihrem Verbandsgebiet mit 382 km Gewässer zuständig. Für die Gebiete des Moersbaches wurde hierzu ein eigenes Konzept zur naturnahen Entwicklung erarbeitet. Bereits seit 1997 wurde begonnen den Moersbach naturnah umzugestalten. Die EU-Richtlinie wird ebenfalls schrittweise in die Praxis umgesetzt. Sie beinhaltet für den Bach als Hauptkriterien: die ökologische Ausbildung der Uferbereiche, Wehrrückbau wo möglich, Wegeplanung und Ausführung sowie eine natürliche Bepflanzung. Ein typisches Beispiel für die Korrektur einer „Sünde der Vergangenheit“ ist der „Durchbruch“ der Schleife vom Moersbach östlich von Repelen. Dieser führte kanalartig und mit beidseitigen Schutzdämmen direkt gerade bis nördlich der Verbandsstraße in das alte Bachbett. Das künstlich angelegte Bachbett mit den Ufern wurde inzwischen wieder natürlich umgestaltet und die meisten Pappeln der Uferbepflanzung, die zudem überwiegend von der Rotfäule befallen waren, gefällt und durch eine standortübliche Bepflanzung mit Bäumen und Sträuchern ersetzt.

## Nachweise
1. 1 2  Erlaeuterungsbericht_Moersbach (Memento des Originals vom 24. Februar 2016 im Internet Archive)  Info: Der Archivlink wurde automatisch eingesetzt und noch nicht geprüft. Bitte prüfe Original- und Archivlink gemäß Anleitung und entferne dann diesen Hinweis.
2. 1 2  Bezirksregierung Düsseldorf, Kurzbericht. In: Überschwemmungsgebiete Moersbach und Nebenbäche. Dez. 2010, S. 2. Online PDF-Datei
3. ↑  In: Annalen des Historischen Vereins für den Niederrhein. 1883, Heft 39, S. [16+19+80]6+9+70.Onlinefassung
4. ↑  In: Amtsblatt für den Regierungsbezirk Düsseldorf. 1859, Nr. 03, S. [1523]719. Onlinefassung
5. ↑  Bezirksregierung Düsseldorf, Kurzbericht. In: Überschwemmungsgebiete Moersbach und Nebenbäche. Dez. 2010, S. 4. Online PDF-Datei
6. ↑  In: Annalen des Historischen Vereins für den Niederrhein. 1883, Heft 39, S. [16]6. Onlinefassung
7. ↑  In: Annalen des Historischen Vereins für den Niederrhein. 1883, Heft 39, S. [87]77. Onlinefassung
8. ↑  In: Annalen des Historischen Vereins für den Niederrhein. 1883, Heft 39, S. [89]79. Onlinefassung
9. ↑  Bezirksregierung Düsseldorf, Kurzbericht. In: Überschwemmungsgebiete Moersbach und Nebenbäche. Dezember 2010, S. 5. Online PDF-Datei
10. 1 2  Bezirksregierung Düsseldorf, Kurzbericht. In: Überschwemmungsgebiete Moersbach und Nebenbäche. Dezember 2010, S. 8. Online PDF-Datei
11. ↑  Internet-Link LINEG. In: Kapitel: Wir über Uns, Abschnitt Historie.
12. ↑  Internet-Link LINEG. In: Kapitel: Hydrologie, Abschnitt Wasserwirtschaft, Titel Fließgewässer/Rhein.
13. ↑  LINEG-Broschüre zum Konzept der Landschaftspflege. S. 1–14.